# Bernard Lajarrige
Bernard Leynia de La Jarrige, meglio conosciuto come Bernard Lajarrige (o La Jarrige), (Saint-Mandé, 25 febbraio 1912 – Parigi, 29 maggio 1999) è stato un attore francese.

## Biografia
Lajarrige è nato a Saint-Mandé il 25 febbraio 1912, figlio unico di Jean, autore di diari di Guerra, e Adrienne des Mazis. Sua madre scrisse poesie che pubblicò sotto lo pseudonimo di Jacques Sizam (anagramma di Mazis). Suo zio Louis Leynia de la Jarrige è un pittore di animali e illustratore di La Semaine de Suzette. I Leynia de Lajarrige provengono da un'antica famiglia borghese del Limousin.
Dopo aver studiato scienze politiche, Lajarrige conobbe Léon Chancerel, fondatore di Comédiens Routiers. Dal 1930, quindi, formò il primo nucleo dei Comédiens Routiers insieme a François Bloch-Lainé, Maurice Jacquemont, Michel Richard e Pierre Gouter in seguito affiancato da Hubert Gignoux.
Ha esordito come attore nel 1938 nel film Delirio e, dopo aver recitato in un centinaio di film, ha concluso la sua carriera nel 1995 al fianco di Philippe Noiret in Le roi de Paris. Tra i molti film da lui interpretati sono da ricordare Amore a vent'anni (1938), La conversa di Belfort (1943), Le sedicenni (1949), Le belle della notte (1952), Le spie (1957), I filibustieri della Martinica (1959), Assassinio a 45 giri (1960), Capitan Fracassa (1961), Sherlock Holmes - La valle del terrore (1962), Il treno (1964), Angelica (1964), Le due orfanelle (1965), Mayerling (1968), Operazione Crêpes Suzette (1970), Che la festa cominci... (1975), L'uomo del fiume (1977), Contro 4 bandiere (1979) e Linea di sangue (1979).
È deceduto il 29 maggio 1999 nella sua casa nel XIV arrondissement di Parigi..

### Vita privata
Lajarrige aveva sposato Pauline Simon (1909-1991), figlia del pittore Lucien Simon. Hanno avuto quattro figli: quattro femmine ed un maschio.

## Filmografia

### Cinema
- Delirio (Orage), regia di Marc Allégret (1938) non accreditato
- Amore a vent'anni (La Cité des lumières), regia di Jean de Limur (1938)
- L'avventuriera (L'émigrante), regia di Léo Joannon (1940) non accreditato
- La Loi du printemps, regia di Jacques Daniel-Norman (1942)
- Patricia, regia di Paul Mesnier (1942)
- L'auberge de l'abîme, regia di Willy Rozier (1943)
- Fou d'amour, regia di Paul Mesnier (1943)
- La conversa di Belfort (Les Anges du péché), regia di Robert Bresson (1943)
- L'angelo della notte - Tu sei la luce (L'Ange de la nuit), regia di André Berthomieu (1944) non accreditato
- Il cielo è vostro (Le Ciel est à vous), regia di Jean Grémillon (1944) non accreditato
- Perfidia (Les Dames du Bois de Boulogne), regia di Robert Bresson (1945)
- Leçon de conduite, regia di Gilles Grangier (1946)
- Il silenzio è d'oro (Le Silence est d'or), regia di René Clair (1947)
- Amours, délices et orgues, regia di André Berthomieu (1947)
- Carré de valets, regia di André Berthomieu (1947)
- Émile l'Africain, regia di Robert Vernay (1948)
- Trois garçons, une fille, regia di Maurice Labro (1948)
- Mission à Tanger, regia di André Hunebelle (1949)
- Le sedicenni (Rendez-vous de juillet), regia di Jacques Becker (1949)
- La petite chocolatière, regia di André Berthomieu (1949)
- Millionnaires d'un jour, regia di André Hunebelle (1949)
- Pas de week end pour notre amour, regia di Pierre Montazel (1950)
- Au p'tit zouave, regia di Gilles Grangier (1950)
- Vita di un commesso viaggiatore (Casimir), regia di Richard Pottier (1950)
- Documento fatale (Méfiez-vous des blondes), regia di André Hunebelle (1950)
- Il più bel peccato del mondo (Le plus joli péché du monde), regia di Gilles Grangier (1951)
- La nostra pelle (Le Cap de l'espérance), regia di Raymond Bernard (1951)
- Ma femme est formidable, regia di André Hunebelle (1951) non accreditato
- Massacre en dentelles, regia di André Hunebelle (1952)
- Monsieur Leguignon, lampiste, regia di Maurice Labro (1952)
- Le belle della notte (Les Belles de nuit), regia di René Clair (1952)
- Les détectives du dimanche, regia di Claude Orval (1953)
- Femmes de Paris, regia di Jean Boyer (1953)
- Le puits aux miracles, regia di Georges Lampin - cortometraggio (1953)
- Nuits andalouses, regia di Maurice Cloche (1954)
- Santarellina (Mam'zelle Nitouche), regia di Yves Allégret (1954)
- Felices Pascuas, regia di Juan Antonio Bardem (1954)
- Uomini senza casa (Les Chiffonniers d'Emmaüs), regia di Robert Darène (1955)
- Il figlio di Caroline chérie (Le Fils de Caroline chérie), regia di Jean Devaivre (1955)
- Le notti di Montmartre (Les Nuits de Montmartre), regia di Pierre Franchi (1955)
- Treize à table, regia di André Hunebelle (1955)
- La traversata di Parigi (La Traversée de Paris), regia di Claude Autant-Lara (1956)
- Ah, quelle équipe!, regia di Roland Quignon (1957)
- Élisa, regia di Roger Richebé (1957)
- Une nuit aux Baléares, regia di Paul Mesnier (1957)
- Le spie (Les Espions), regia di Henri-Georges Clouzot (1957)
- Scacco alla morte (Échec au porteur), regia di Gilles Grangier (1958)
- Le insaziabili (Tant d'amour perdu), regia di Léo Joannon (1958)
- Archimede le clochard (Archimède, le clochard), regia di Gilles Grangier (1959)
- Storie d'amore proibite (il cavaliere e la zarina) ( Le Secret du Chevalier d'Éon), regia di Jacqueline Audry (1959)
- I filibustieri della Martinica (Marie des Isles), regia di Georges Combret (1959) non accreditato
- Pelo di spia (Nathalie, agent secret), regia di Henri Decoin (1959)
- Madame Valentin, 3ème gauche, regia di Jean Lehérissey - cortometraqggio (1959)
- La gatta graffia (La Chatte sort ses griffes), regia di Henri Decoin (1960)
- Pantalaskas, regia di Paul Paviot (1960)
- Una ragazza per l'estate (Une fille pour l'été), regia di Édouard Molinaro (1960)
- Quai du Point-du-Jour, regia di Jean Faurez (1960)
- Assassinio a 45 giri (Meurtre en 45 tours), regia di Etienne Périer (1960)
- Il suffit d'aimer, regia di Robert Darène (1961)
- Capitan Fracassa (Le capitaine Fracasse), regia di Pierre Gaspard-Huit (1961) non accreditato
- Karolina Rijecka, regia di Vladimir Pogacic (1961)
- Sherlock Holmes - La valle del terrore (Sherlock Holmes und das Halsband des Todes), regia di Terence Fisher (1962)
- La portatrice di pane (La Porteuse de pain), regia di Maurice Cloche (1963)
- Caccia all'uomo (Requiem pour un caïd), regia di Maurice Cloche (1964)
- Il treno (The Train), regia di John Frankenheimer ed Arthur Penn (non accreditato) (1964) non accreditato
- Il poliziotto 202 (Allez France!), regia di Robert Dhéry e Pierre Tchernia (1964)
- Angelica (Angélique, Marquise des Anges), regia di Bernard Borderie (1964)
- Le due orfanelle (Les deux orphelines), regia di Riccardo Freda (1965)
- Sparate su Stanislao (Pleins feux sur Stanislas), regia di Jean-Charles Dudrumet (1965)
- Agente 777 missione Summergame (Coplan FX 18 casse tout), regia di Riccardo Freda (1966)
- Trappola per l'assassino (Roger la Honte), regia di Riccardo Freda (1966) non accreditato
- Le creature (Les Créatures), regia di Agnès Varda (1966)
- Mayerling, regia di Terence Young (1968)
- Les patates, regia di Claude Autant-Lara (1969)
- L'armoire, regia di Jean-Pierre Moulin - cortometraggio (1969)
- Operazione Crêpes Suzette (Darling Lili), regia di Blake Edwards (1970) non accreditato
- Les stances à Sophie, regia di Moshé Mizrahi (1971)
- Le Bar de la Fourche, regia di Alain Levent (1972)
- Diritto d'amare (Le Droit d'aimer), regia di Eric Le Hung (1972)
- Amici miei in campagna (Le Trèfle à cinq feuilles), regia di Edmond Freess (1972)
- L'affaire Crazy Capo, regia di Patrick Jamain (1973)
- 5 matti alla riscossa (Les Charlots en folie: À nous quatre Cardinal!), regia di André Hunebelle (1974)
- Che la festa cominci... (Que la fête commence...), regia di Bertrand Tavernier (1975)
- Le bougnoul, regia di Daniel Moosmann (1975)
- Tre eroi in fuga (On a retrouvé la 7ème compagnie !), regia di Robert Lamoureux (1975)
- La vita davanti a sé (La Vie devant soi), regia di Moshé Mizrahi (1977)
- L'uomo del fiume (Le Crabe-Tambour), regia di Pierre Schoendoerffer (1977)
- Violette Nozière, regia di Claude Chabrol (1978) non accreditato
- Contro 4 bandiere, regia di Umberto Lenzi (1979) non accreditato
- Linea di sangue (Bloodline), regia di Terence Young (1979)
- La puce et le privé, regia di Roger Kay (1981)
- Le cowboy, regia di Georges Lautner (1985)
- Zattera della Medusa (Le radeau de la Méduse), regia di Iradj Azimi (1994)
- Le roi de Paris, regia di Dominique Maillet (1995)

### Televisione
- Hôtel des neiges, regia di Jean Vernier – film TV (1958)
- Plaisir du théâtre – serie TV, 1 episodio (1959)
- Pour solde de tout compte, regia di Lazare Iglesis – film TV (1960)
- La Grande Duchesse et le garçon d'étage, regia di François Gir – film TV (1961)
- Le théâtre de la jeunesse – serie TV, 1 episodio (1962)
- Vient de paraître, regia di André Pergament – film TV (1962)
- Le monsieur de 5 heures, regia di André Pergament – film TV (1962)
- Les trois Henry, regia di Abder Isker – film TV (1962)
- Pauvre Martin, regia di Jean-Marie Coldefy – film TV (1962)
- Commandant X – serie TV, 1 episodio (1963)
- Les choses voient, regia di André Pergament – film TV (1963)
- Bayard – serie TV, 1 episodio (1964)
- L'abonné de la ligne U – serie TV, 12 episodi (1964)
- L'enlèvement d'Antoine Bigut, regia di Jacques Doniol-Valcroze – film TV (1964)
- Madame Jumeau a crié, regia di Jacques Durand – cortometraggio TV (1965)
- Les survivants – serie TV (1965)
- Les saintes chéries – serie TV, 3 episodi (1965-1966)
- Edmée, regia di Jean-Marie Coldefy – film TV (1966)
- À la belle étoile, regia di Pierre Prévert – film TV (1966)
- La chasse au météore, regia di Lazare Iglesis – film TV (1966)
- Vidocq – serie TV, 2 episodi (1967)
- Signé alouette – serie TV (1967)
- Le monde parallèle – serie TV, 1 episodio (1967)
- S.O.S. fréquence 17 – serie TV, 1 episodio (1969)
- La robe mauve de Valentine, regia di Robert Crible – film TV (1969)
- Sébastien et la Mary-Morgane – miniserie TV, 1 episodio (1970)
- Ne vous fâchez pas Imogène, regia di Lazare Iglesis – film TV (1970)
- Le nuove avventure di Vidocq (Les nouvelles aventures de Vidocq) – serie TV, 1 episodio (1971)
- Quentin Durward – serie TV (1971)
- Au théâtre ce soir – serie TV, 3 episodi (1970-1971)
- Schulmeister, espion de l'empereur – serie TV, 1 episodio (1972)
- Raboliot, regia di Jean-Marie Coldefy – film TV (1972)
- Les aventures du capitaine Luckner – serie TV, 1 episodio (1972)
- Joseph BalsamoJoseph Balsamo, regia di André Hunebelle – miniserie TV, 1 episodio (1973)
- Le jet d'eau – film TV (1973)
- Fantasio, regia di Roger Kahane – film TV (1973)
- Un mystère par jour – serie TV, 1 episodio (1973)
- Gil Blas de Santillane – serie TV (1974)
- Un curé de choc – serie TV, 1 episodio (1974)
- Malaventure – serie TV di cortometraggi, 4 episodi (1974)
- Une Suédoise à Paris – serie TV, 1 episodio (1975)
- Marions les vivantes ! ..., regia di Gilles Grangier – film TV (1976)
- La famille Cigale – miniserie TV, 2 episodi (1977)
- Ne le dites pas avec des roses!... – serie TV, 4 episodi (1977)
- Le naufrage de Monte-Cristo, regia di Josée Dayan – film TV (1977)
- Cinéma 16 – serie TV, 1 episodio (1977)
- Histoire d'une salamandre, regia di Robert Guez – film TV (1977)
- Inutile d'envoyer photo, regia di Alain Dhouailly – film TV (1977)
- Le brigate del tigre (Les brigades du Tigre) – serie TV, 2 episodi (1974-1978)
- Le temps d'une République – serie TV (1978)
- La dame aux coquillages, regia di Charles Paolini – film TV (1979)
- Achtung Zoll! – serie TV, 1 episodio (1980)
- L'ombre sur la plage, regia di Luc Béraud – film TV (1982)
- Médecins de nuit – serie TV, 1 episodio (1983)
- Les timides aventures d'un laveur de carreaux, regia di Jean Brard – film TV (1984)
- Bachou, regia di Alain Dhouailly – film TV (1985)
- Hôtel du siècle – serie TV, 1 episodio (1985)
- Le petit docteur – serie TV, 1 episodio (1986)
- La maison piège, regia di Michel Favart – film TV (1987)
- Hôtel de police – serie TV, 1 episodio (1987)
- V comme vengeance – serie TV, 1 episodio (1989)
- L'été de la révolution, regia di Lazare Iglesis – film TV (1989)
- Les cinq dernières minutes – serie TV, 3 episodi (1987-1990)
- Les enquêtes du commissaire Maigret – serie TV, 10 episodi (1973-1990)
- Oui patron!, regia di Georges Folgoas – film TV (1991)